# 澎湖比干廟
澎湖比干廟，全名天官文財神比干廟，台灣澎湖縣廟宇，主祀文財神比干，自晉江比干廟分香於馬公市區，亦供奉天上聖母與福德正神於廟內。

## 沿革
比干乃忠義象徵，殷商末年為勸諫紂王，挖心而死，引以為係愛國愛民、公正且無私心的代表，遂被玉皇大帝任命為掌管福祿與財庫的文財神。同時比干也被奉為林姓的開宗始祖，故比干廟亦作全澎湖林姓宗親會舉辦祭祖活動的中心，展現儒家慎終追遠的情懷。
澎湖比干廟乃自福建省晉江市的比干廟分香而來，比干為八路財神爺之一。民間習俗中將比干奉為天官文財神，故將於農曆正月十五元宵節亦視為比干尊神的節慶，廟宇亦會舉辦祈福招財、澎湖乞龜以及求發財金的慶典活動。

## 圖輯

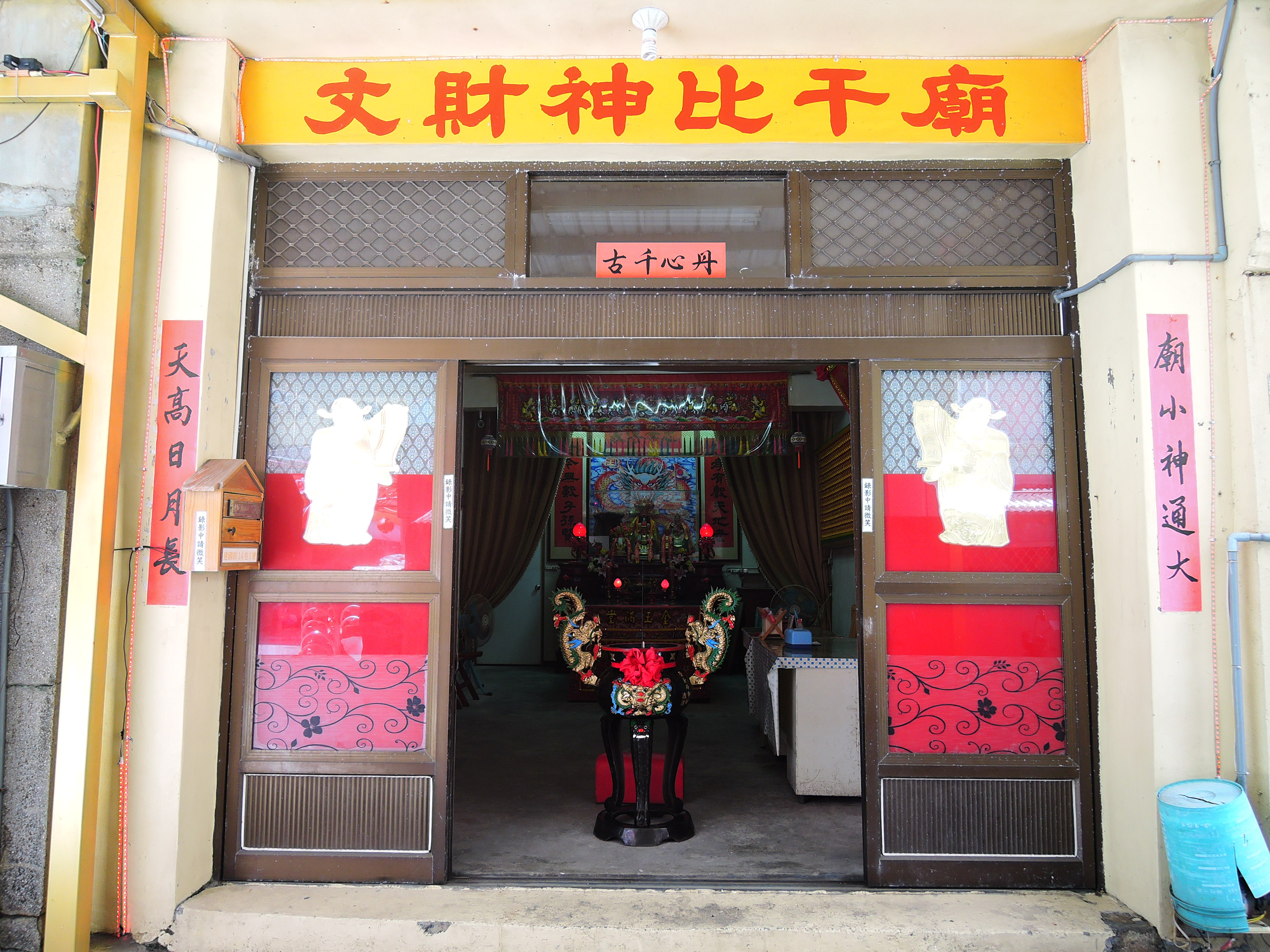
入口
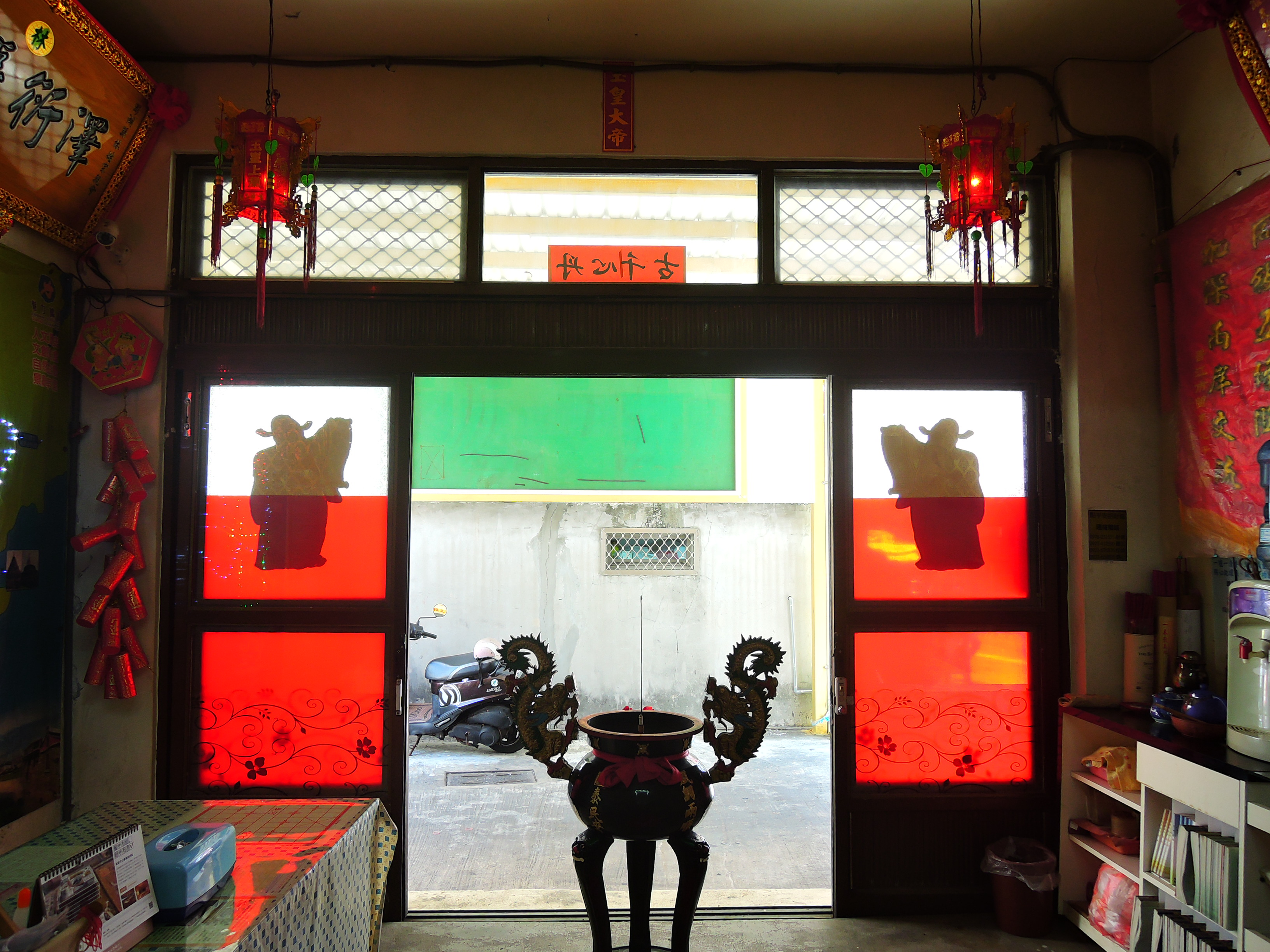
朝天爐
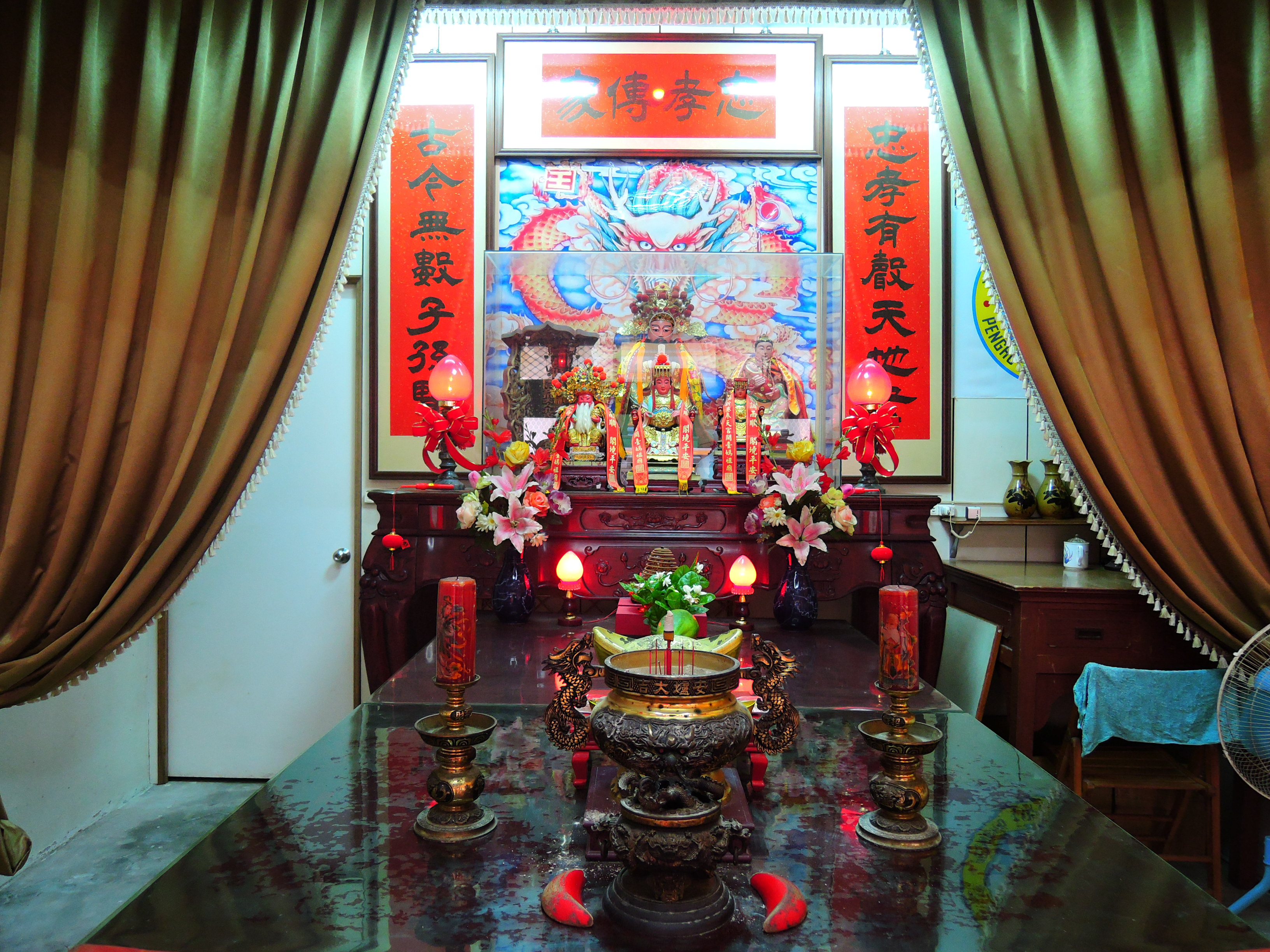
神明廳
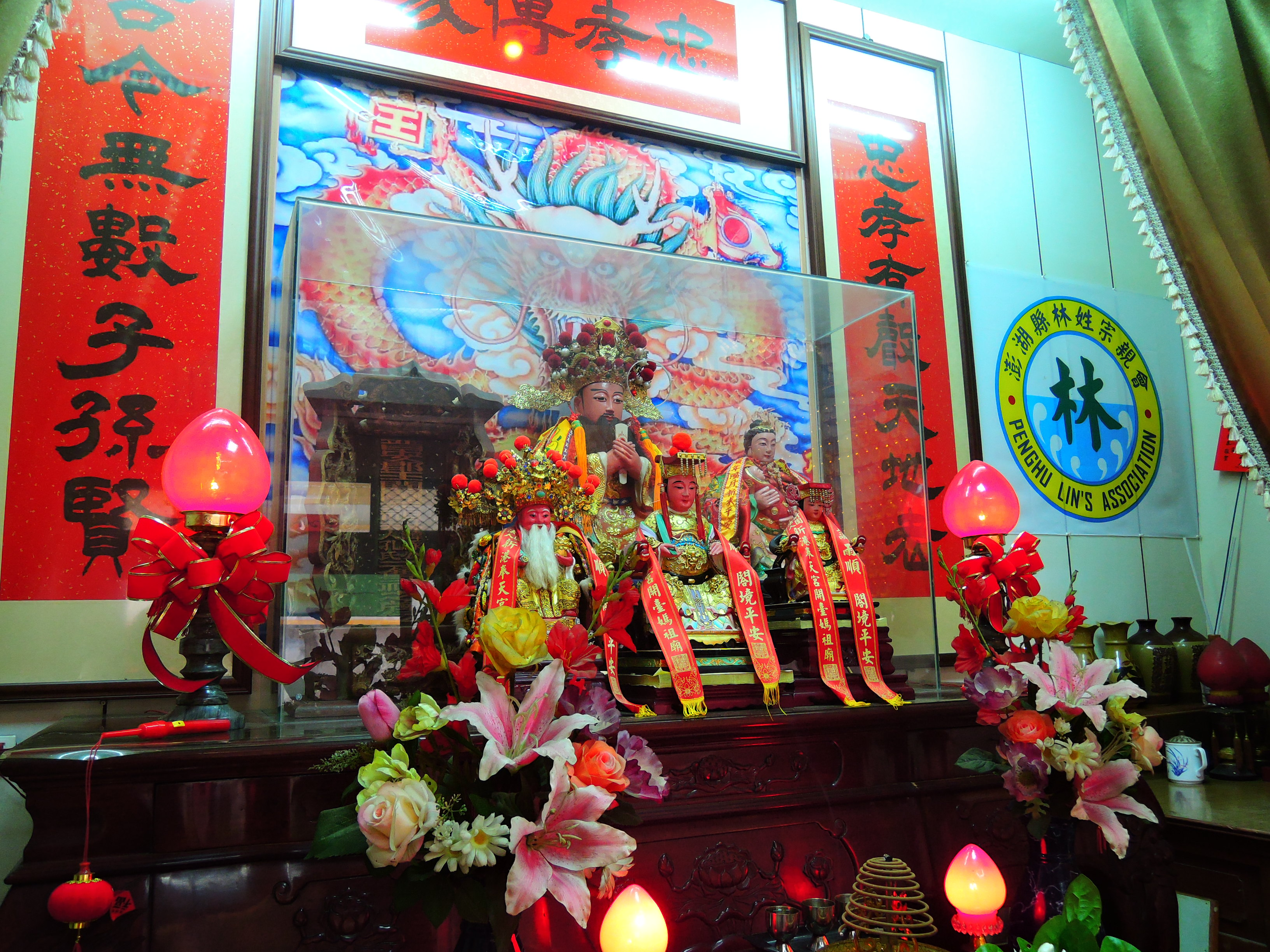
財神神像